# Мигел Анхел Ангуло
Мигел Анхел Ангуло Валдерей или просто Ангуло (на испански: Miguel Ángel Angulo Valderrey) е испански футболист, който играе за Валенсия в Примера Дивисион. Играе еднакво добре като дясно крило, атакуващ Полузащитник и нападател. Роден е на 23 юни 1977 в Овиедо, Астурия.

## Състезателна кариера
Ангуло започва кариерата си през сезон 1994-95 в „Б“ отбора на Спортинг Хихон, а в следващия сезон преминава към „Б“ отбора на Валенсия. През сезон 1996-97 е даден под наем на Виляреал. През лятото на 1997 година се завръща във Валенсия и в следващите 10 години записва над 300 мача за първия отбор. На 20 декември 2007 Ангуло, заедно със Сантяго Канисарес и Давид Албейда, са отстранени от отбора по настояване на новия треньор Роналд Куман. В края на април Куман е освободен от поста и тримата са върнати обратно в състава.

## Успехи
- Валенсия
  - Купа на Испания - 1999
  - Суперкупа на Испания - 1999
  - Примера Дивисион (2) 2002 и 2004
  - Купа на УЕФА - 2004
  - Суперкупа на УЕФА - 2004
- Испания
  - Летни олимпийски игри - Сидни 2000 – Сребърен медал